# Wałentyn Dżima
Wałentyn Iwanowycz Dżima (ukr. Валентин Іванович Джіма; ur. 21 września 1965 w Kijowie) – ukraiński biathlonista, brązowy medalista mistrzostw Europy.

## Kariera
W Pucharze Świata zadebiutował 17 grudnia 1992 roku w Pokljuce, gdzie zajął 32. miejsce w biegu indywidualnym. Pierwsze punkty wywalczył 13 marca 1993 roku w Östersund, zajmując 17. miejsce w sprincie. Nigdy nie stanął na podium zawodów pucharowych. Najlepsze wyniki osiągnął w sezonie 1992/1993, kiedy zajął 59. miejsce w klasyfikacji generalnej. W 1993 roku wystartował na mistrzostwach świata w Borowcu, gdzie zajął 40. miejsce w biegu indywidualnym, 13. w biegu drużynowym, 54. miejsce w sprincie i piąte w sztafecie. Dwa lata później wystąpił na mistrzostwach świata w Anterselvie, gdzie zajął 54. miejsce w biegu indywidualnym, piąte w biegu drużynowym i 71. w sprincie. Brał też udział w igrzyskach olimpijskich w Lillehammer w 1994 roku, zajmując 40. miejsce w sprincie oraz 15. miejsce w sztafecie. Największy sukces osiągnął podczas mistrzostw Europy w Annecy w 1995 roku, gdzie razem z Rusłanem Łysenko, Tarasem Dolnym i Romanem Zwonkowem zdobył brązowy medal w sztafecie.
Jego córka, Julija Dżima, także została biathlonistką.

## Osiągnięcia

### Igrzyska olimpijskie
| Rok  | Miejscowość | Konkurencje | Konkurencje | Konkurencje | Konkurencje | Konkurencje | Konkurencje | Konkurencje |
| Rok  | Miejscowość | IN          | SP          | PU          | MS          | RL          | MR          | SR          |
| ---- | ----------- | ----------- | ----------- | ----------- | ----------- | ----------- | ----------- | ----------- |
| 1994 | Lillehammer | –           | 40.         | nd.         | nd.         | 15.         | nd.         | –           |

### Mistrzostwa świata
| Rok  | Miejscowość | Konkurencje | Konkurencje | Konkurencje | Konkurencje | Konkurencje | Konkurencje | Konkurencje |
| Rok  | Miejscowość | IN          | SP          | PU          | MS          | RL          | MR          | SR          |
| ---- | ----------- | ----------- | ----------- | ----------- | ----------- | ----------- | ----------- | ----------- |
| 1993 | Borowec     | 40.         | 54.         | nd.         | nd.         | 5.          | nd.         | –           |
| 1995 | Anterselva  | 54.         | 71.         | nd.         | nd.         | –           | nd.         | –           |

### Puchar Świata

#### Miejsca w klasyfikacji generalnej
| Sezon     | Miejsce |
| --------- | ------- |
| 1992/1993 | 59.     |
| 1993/1994 | -       |
| 1994/1995 | 70.     |
| 1995/1996 | -       |

#### Miejsca na podium chronologicznie
Dżima nigdy nie stanął na podium zawodów PŚ.